# جيوزيبي غريكو
جيوزيبي غريكو (بالإيطالية: Giuseppe Greco)‏ (مواليد 6 أغسطس 1983 في باليرمو - إيطاليا) لاعب كرة قدم إيطالي يلعب حاليا لصالح نادي الدرجة الأولى باري الإيطالي منذ 2009 في مركز قلب الدفاع .